# Тардуш-шад
Тардуш-шад (д/н— 630) — 1-й ябгу Тохаристану в 619—630 роках.

## Життєпис
Походив з династії Ашина. Син західнотюркського кагана Тун-Ябгу. Тардуш брав участь у походах проти Персії та согдійських держав Самарканд і Фергана. 619 року після підкорення Тохаристану батько призначив його ябгу (князем або молодшим правителем) цієї області. При цьому збережено дрібні согдійські князівства Забулістан, Капіса, Хутал, Чаганіан, Шигнан, Шуман, Бадгіс, Вахан, Гузган, Баміан, Кобадіан та Бадахшан. Тамтешні правителі тепер стали підпорядковуватися ябгу. Резиденцією було обрано місто Кундуз.
Зміцнив владу тюрків у регіоні, протидіючи Персії. Активно підтримував буддизм. Прийняв мандрівника й прочанина Сюаньцзана. 630 року Тардуш-шада було отруєно власним сином Ишбара Тегіном.